# 自然失業率
自然失業率（しぜんしつぎょうりつ、英: Natural rate of unemployment）とは、人々の予想するインフレ率と実際のインフレ率の乖離がなくなるとともに、賃金が十分に伸縮して価格メカニズムより労働市場の需給が調整される、長期均衡状態における失業率のこと。

## 概要
ミルトン・フリードマンによって1968年に提唱された。また、ほぼ同時期にエドモンド・フェルプスも同様の概念を独立に構築した。
政策によってインフレ率が引き上げられると短期的には失業率は低下する（→フィリップス曲線）。これは、インフレ率を引き上げる政策を受けて、企業は実質賃金を不変に保とうとインフレーションを考慮した分だけ高い名目賃金での労働需要計画を表明する一方で、労働者はその名目賃金の上昇を実質賃金の上昇と錯覚して労働供給を増やそうとするからである（労働者の貨幣錯覚）。その結果、実質賃金‐雇用量のグラフにおいて、労働需要曲線は一定のまま労働供給曲線が右シフトし、実質賃金が低下するとともに雇用量が増加する。しかし、長期的には貨幣錯覚は解消される。すなわち、労働者もインフレ率を引き上げる政策が採られることに気付き、インフレを予測した分だけ高い名目賃金を要求するようになるので実質賃金は低下しなくなり、インフレ率引き上げに失業率を低下させる効果はなくなるため、失業率はインフレ率に拠らないで決定される。このような長期における失業率をフリードマンは自然失業率と呼んだ。
また、長期においてはフィリップス曲線は自然失業率の水準にて垂直になる（＝インフレ率に関わらず失業率は一定になる）ため、インフレ率が上がれば［下がれば］失業率が下がる［上がる］というトレードオフ関係は消失すると主張した。そして、高いインフレによって失業の低下を目指す政策は、長期的には失業率を（自然失業率より）低下させることは出来ずに、ただ高いインフレを招くだけなので好ましくないと指摘した。この説に従うと、長期的に失業率を低下させるには自然失業率を低下させる必要があることになる。

## NAIRU等との関係
自然失業率に非常によく似たものに、NAIRU（Non-Accelerating Inflation Rate of Unemployment、インフレ非加速的失業率）があり、両者は時に同一視される。NAIRUとはインフレ率を安定的に保つ失業率の閾値であり、失業率がNAIRUを下回るとインフレ率は上昇していくとされる。逆に述べると、インフレ率を上昇させ続けないという維持可能な経済において、もっとも雇用状態がいい場合の失業率がNAIRUである。長期均衡での失業率という概念的な面の強い自然失業率と異なり、NAIRUはただの閾値であり実際的な面が強い。
その他、失業を構造・摩擦・循環に分けた場合において、循環的失業が無い場合、すなわち構造的失業と摩擦的失業を足しあわせた分の失業率が自然失業率に当たる、とする場合がある。また、失業率が自然失業率に一致している時に完全雇用が達成されていると考えることがある。

## 自然失業率の変化
産業構造の変化や就労意識の変化、企業や家計の行動に変化を促すような規制や税制の改革によって、労働需要や労働供給が影響を受けると、自然失業率は変化する。
失業が長期に及ぶと、ブランクが忌避されることや技能の陳腐化などにより、再び職を得ることが容易ではなくなる。
金融危機などによって、大幅に景気が落ち込んで景気回復に時間がかかり長期失業者が発生すると、循環的失業が次第に構造的失業へと変化し、自然失業率は上昇する（このような、一時的要因による失業の増加が、長期的な失業水準の上昇へと繋がることをヒステリシスと呼ぶ）。そして、そのことが景気回復を阻害してしまうという悪循環に陥る。このように総需要への負のショックは永続的な失業を生み出し得るため、大幅な景気の落ち込みに対しては、出来るだけ迅速に、かつ十分な規模の景気刺激策を行うことが重要となる。
ローレンス・ボールは、インフレ率の低下および低インフレ状態の継続を経験した国や、拡張的金融政策が追求されなかった国において、自然失業率が上昇することを指摘した。
また、ジョージ・アカロフやロバート・シラーらも、インフレ率によって自然失業率が変わってくることを示し、長期のフィリップス曲線がミルトン・フリードマンが言うような垂直ではないことを指摘した。
インフレ率が非常に低い状態ないしデフレーションの場合には自然失業率が高まることが示されているが、これは、名目賃金の硬直性によりインフレ率の低い領域では実質賃金の調整が一層困難となり失業が解消されにくいこと、またその失業が履歴効果などによって長期的に固定化・構造化してしまうことなどによる。このことはまた、インフレ率という貨幣的現象が、自然失業率という実体経済の現象に影響を与えることを示しており、貨幣数量説が長期においても成立しないことを表している。
アカロフらの研究によると、デフレを含む非常に低いインフレ水準においても、また逆に非常に高いインフレ水準においても、自然失業率が高まってしまう。このことは、完全雇用時における雇用量を最大化するという観点からの望ましいインフレ率が存在すること、およびその水準の決定に関する理論的背景の一つを提供する。このことはまた、インフレ率の水準などを勘案せず、自然失業率の達成や産出量ギャップの有無だけでマクロ経済のパフォーマンスを判断することの危険性を示している。
たとえば、低インフレ経済において失業率を低下させる政策が採られた場合、一時的には失業率が自然失業率を下回るためインフレが加速するが、それによってインフレ率が高まることによって自然失業率の水準も低下するため、失業率が自然失業率よりも高い状態になればインフレはもはや加速しなくなる。このように、インフレ率の非常に低い経済においては、一時的にインフレが加速したとしても、維持不可能なほどに失業率が低すぎるとは即座には判断できない。